# Скитур
Скитур (англ. ski tour) — прохождение маршрутов по пересечённой местности на специальных лыжах, включающее подъёмы и спуски. Представляет собой комбинацию горного и простого туристического лыжного похода, а также возможность кататься на горных лыжах на таких склонах, до которых невозможно добраться на подъёмниках. Подъём осуществляют пешком на лыжах. Лыжи для скитура оснащены специальными устройствами, препятствующими проскальзыванию (камусами) и специальными креплениями, позволяющими пятке отрываться от лыжи при ходьбе в гору. Спуск осуществляют традиционным способом.
Своим появлением скитур можно отнести к появлению лыж с установленными на них камусами. Однако именно туристический вариант горных лыж стал активно развиваться с появлением креплений Marker и представляли собой пластиковую платформу, закреплённую на оси в районе ботинка с установленным на неё стандартным горнолыжным креплением. В положении «спуск» платформа фиксировалась в районе пятки за крюк. Впоследствии эти крепления были скопированы советской промышленностью в креплениях «нева». Стандартные узлы гарантировали срабатывание креплений при падении, но совокупный вес оставлял желать лучшего. Современные крепления такого типа могут достигать 1250 грамм/пара (Evolution Light)
В апреле 2007 года появились крепления системы Dynafit одноимённой фирмы. Существенно меньший вес — 650 грамм/пара. Крепления отличаются устройством. Вращение ботинка осуществляется за счёт контакта носка ботинка с шарнирной защёлкой. Фиксация пятки за счёт зацепления за рант ботинка.
Скитур — популярный вид активного отдыха в Хибинских горах, в Красной Поляне, в Сибири и на Камчатке. Условно существуют 2 направления: фрирайд-скитур и скитур-маршрут. В первом случае - это способ добраться до начала спуска, поднимаясь на лыжах, или выйти в цивилизацию после спуска. Основной интерес в этом случае представляет именно катание, а скитур — лишь средство передвижения. Во втором случае интерес представляет весь маршрут, большая часть которого приходится на хождение, а катание — отличный бонус, но не единственная цель. За рубежом скитур получил большое распространение, существует множество маршрутов, можно приобрести путеводители. В России первые описания скитур-маршрутов уже появились в Хибинах. 